# Nomogramme de Fagan
En médecine fondée sur les faits, le nomogramme de Fagan est un outil  graphique permettant de trouver, connaissant les rapports de vraisemblance d'un test médical et le taux de prévalence d'une maladie, la probabilité pour un patient d'être atteint par la maladie connaissant le résultat de son test.
Ce monogramme a été conceptualisé par TJ. Fagan en 1975.

## Description
Cet abaque est constitué de trois échelles graduées équidistantes, Sur l'échelle de gauche se trouve le  taux de prévalence ou probabilité a priori (variant de 0,1 % à 99,9 %), sur l'échelle centrale se trouve le rapport de vraisemblance (variant de 10-3 à 1 pour le RV- et de 1 à 1000 pour le RV+), sur l'échelle de droite se lit la probabilité a posteriori d'être malade ou valeur prédictive du test (variant de 99,9 % à 0,1 %).

## Utilisation
On suppose que le praticien connait ou a estimé le taux de prévalence de la maladie sujette de son investigation et qu'il connait ou a calculé les rapports de vraisemblance positif et négatif pour le test qu'il utilise.
Face a un résultat positif, il trace une droite passant par le taux de prévalence et le rapport de vraisemblance positif RV+, cette droite rencontre la troisième échelle en un point qui lui fournit la probabilité pour son patient d'être atteint de la maladie sachant que son test est positif.
Face a un résultat négatif, il trace une droite passant par le taux de prévalence et le rapport vraisemblance négatif RV-, cette droite rencontre la troisième échelle en un point qui lui fournit la probabilité pour son patient d'être atteint de la maladie sachant que son test est négatif.
Dans le graphique ci-contre le taux de prévalence a été estimé à 5 %, le RV+ vaut 50 et le RV- est de 0,1.
- Pour un malade dont le test est positif, le praticien trace la droite rouge qui rencontre la troisième échelle à 72. Il peut donc estimer la probabilité pour son patient d'être malade de 72 %
- Pour un malade dont le test est négatif, il trace la droite verte qui rencontre la troisième échelle à 0,5. La probabilité pour son patient d'être malade n'est alors que de 0,5 % soit 5 chances sur 1000.

## Principe
La construction de ce nomogramme s'appuie sur le rôle des rapports de vraisemblance dans la modification des cotes d'être malade (rapport entre les chances d'être malade et les chances d'être sain). Il s'inspire du principe du nomogramme d'Ocagne
Si on appelle 
- C la cote a priori de cette maladie ;
- C+ la cote chez les testés positifs ;
- C- la cote chez les testés négatifs ;
- Pr le taux de prévalence de la maladie ;
- P+ la probabilité pour un testé positif d'être malade ;
- P- la probabilité pour un testé négatif d'être malade,

on a les relations suivantes
{\displaystyle C={\frac {Pr}{1-Pr}}};
{\displaystyle C_{+}={\frac {P_{+}}{1-P_{+}}}};
{\displaystyle C_{-}={\frac {P_{-}}{1-P_{-}}}}.
Les relations entre cote et rapports de vraisemblance s'écrivent sous la forme
{\displaystyle C_{+}=RV_{+}\times C}
{\displaystyle C_{-}=RV_{-}\times C.}
En passant au logarithme, on obtient
{\displaystyle \log(C_{+})=\log(RV_{+})+\log(C)}
{\displaystyle \log(C_{-})=\log(RV_{-})+\log(C).}
Or le log d'une cote correspond au logit d'une probabilité, donc
{\displaystyle \operatorname {logit} (P_{+})=\log(RV_{+})+\operatorname {logit} (Pr)}
{\displaystyle \operatorname {logit} (P_{-})=\log(RV_{-})+\operatorname {logit} (Pr)}
soit encore 
{\displaystyle \operatorname {logit} (P_{+})-\operatorname {logit} (Pr)=\log(RV_{+})}
{\displaystyle \operatorname {logit} (P_{-})-\operatorname {logit} (Pr)=\log(RV_{-})}
Si on gradue la première échelle en - logit (c'est-à-dire la graduation x est à une ordonnée -logit(x)) et la dernière échelle en logit ((i.e. la graduation x est à une ordonnée logit(x)), le segment joignant Pr et P+ a son milieu sur l'échelle centrale et son ordonnée est alors de 
{\displaystyle {\frac {\operatorname {logit} (P_{+})-\operatorname {logit} (Pr)}{2}}={\frac {1}{2}}\log(RV_{+})}
et le segment joignant Pr et P- a aussi son milieu sur l'échelle centrale et son ordonnée est de  
{\displaystyle {\frac {\operatorname {logit} (P_{-})-\operatorname {logit} (Pr)}{2}}={\frac {1}{2}}\log(RV_{-})}
Il suffit donc de graduer l'échelle centrale en 1⁄2 log pour que les points correspondant à Pr , P+ et RV+ soient alignés, de même que Pr , P- et RV-.
Rem: on peut décaler les échelles -logit et + logit de manière symétrique sans changer l'efficacité de l'appareil, ce qui explique les aspects parfois différents des échelles extérieures selon le nomogramme.

## Autre outil
En 2011, pour pallier les quelques inconvénients de ce nomogramme — qui demande de calculer les rapports de vraisemblance et qui n'est pas utilisable pour les valeurs extrêmes de ce rapport —  un groupe de chercheurs a proposé un autre outil : le nomogramme du théorème de Bayes qui utilise directement la sensibilité et la spécificité du test.